# Engyprosopon bellonaensis
Engyprosopon bellonaensis és un peix teleosti de la família dels bòtids i de l'ordre dels pleuronectiformes.

## Morfologia
Pot arribar als 7,2 cm de llargària total.

## Distribució geogràfica
Es troba a les costes de l'oest de Nova Caledònia.